# Cápák között (nyolcadik évad)
A Cápák között című üzleti show-műsor nyolcadik évada 2025. január 5-én indult az RTL-en. 2024 márciusában, a hetedik évad befejezése előtt bejelentették, hogy az üzleti show-műsor nyolcadik évada 2025-ben indul az RTL-en.

## Cápák és műsorvezető

### Cápák
2024. október 29-én a Fókuszban bejelentették, hogy az előző évad cápái közül nem tér vissza a nyolcadik évadban dr. Varga Eszter, Moldován András és Sárospataki Albert. Moldován András távozása után csak Balogh Levente és Balogh Péter az a két cápa akik a műsor indulása óta, minden évben szerepelnek a műsorban. 
2024. december 2-án jelentették be az évad összes cápáját. Az előző évadból visszatér Balogh Levente, Balogh Péter, Lakatos István és Orbók Ilona. Melléjük 6 új cápa érkezik: Bojinka Miklós, Tóth Ildikó, Lotfi Farbod, Csillag Péter, Wáberer György és Szauer Tamás. 
Ebben az évadban volt a műsor történetének legtöbb aktív cápája, ugyanis összesen 10 befektető szerepelt a műsorban, akik 3 felállásban szerepeltek a műsorban.
| A csoport      | A csoport   | A csoport     | A csoport      | A csoport      |
| -------------- | ----------- | ------------- | -------------- | -------------- |
| Balogh Levente | Orbók Ilona | Balogh Péter  | Bojinka Miklós | Lakatos István |
| B csoport      |             |               |                |                |
| Balogh Levente | Orbók Ilona | Csillag Péter | Szauer Tamás   | Wáberer György |
| C csoport      |             |               |                |                |
| Lotfi Farbod   | Tóth Ildikó | Balogh Péter  | Bojinka Miklós | Lakatos István |

### Műsorvezető
A műsorvezető az előző 7 évadhoz hasonlóan ebben az évadban is Kovalcsik Ildikó (Lilu) volt, aki így már 8. alkalommal látta el ezt a feladatot. 

## Befektetések
A műsorban a cápák közé különböző ajánlatokkal érkeznek a szereplők, akik egy pitch keretében mutatják be az ötletüket vagy vállalkozásukat. A cápák ezt követően ajánlatot tesznek amit a vállalkozó vagy elfogad vagy elutasít.
A cápák és a vállalkozók a műsorban csak ígéretet tesznek a befektetés megvalósulására, viszont előfordulhat, hogy végül a befektetés nem történik meg.

### A cápák ajánlatai
A cápa nem tett ajánlatot.
     Befektetést kapott a cápától.
     A műsorban nem kapott befektetést a cápától csak a műsor után.
     A kapott ajánlatot elutasította, vagy a cápa visszavonta az ajánlatát.
     A teljes ajánlathoz további cápák csatlakozására lett volna szükség, így a befektetés nem valósult meg.
     Ingyenes támogatást kapott.
| 1. epizód (január 5.) | 1. epizód (január 5.) | 1. epizód (január 5.) | 1. epizód (január 5.) | 1. epizód (január 5.) | 1. epizód (január 5.) | 1. epizód (január 5.) |
| Vállalkozás           | Kategória             | Cápák                 | Cápák                 | Cápák                 | Cápák                 | Cápák                 |
| Vállalkozás           | Kategória             | Balogh Levente        | Orbók Ilona           | Balogh Péter          | Bojinka Miklós        | Lakatos István        |
| --------------------- | --------------------- | --------------------- | --------------------- | --------------------- | --------------------- | --------------------- |
| MagicBomb             | Illatszer             |                       |                       |                       |                       |                       |
| Miaamor               | Ajándéktárgy          |                       |                       |                       |                       |                       |
| Mancsopell            | Állattenyésztés       | I. kör                |                       |                       |                       |                       |
| Mancsopell            | Állattenyésztés       | II. kör               |                       |                       |                       |                       |

| 2. epizód (január 12.) | 2. epizód (január 12.) | 2. epizód (január 12.) | 2. epizód (január 12.) | 2. epizód (január 12.) | 2. epizód (január 12.) | 2. epizód (január 12.) |
| Vállalkozás            | Kategória              | Cápák                  | Cápák                  | Cápák                  | Cápák                  | Cápák                  |
| Vállalkozás            | Kategória              | Balogh Levente         | Orbók Ilona            | Csillag Péter          | Szauer Tamás           | Wáberer György         |
| ---------------------- | ---------------------- | ---------------------- | ---------------------- | ---------------------- | ---------------------- | ---------------------- |
| DotsDiet               | Egészséges életmód     |                        |                        |                        |                        |                        |
| Sparkl                 | Ajándéktárgy           |                        |                        |                        |                        |                        |
| Csillagsuli            | Oktatás                |                        |                        |                        |                        |                        |

| 3. epizód (január 19.) | 3. epizód (január 19.) | 3. epizód (január 19.) | 3. epizód (január 19.) | 3. epizód (január 19.) | 3. epizód (január 19.) | 3. epizód (január 19.) |
| Vállalkozás            | Kategória              | Cápák                  | Cápák                  | Cápák                  | Cápák                  | Cápák                  |
| Vállalkozás            | Kategória              | Lotfi Farbod           | Tóth Ildikó            | Balogh Péter           | Bojinka Miklós         | Lakatos István         |
| ---------------------- | ---------------------- | ---------------------- | ---------------------- | ---------------------- | ---------------------- | ---------------------- |
| Resysten               | Környezetvédelem       |                        |                        |                        |                        |                        |
| Mikromester            | Technológia            |                        |                        |                        |                        |                        |

| 4. epizód (január 26.) | 4. epizód (január 26.) | 4. epizód (január 26.) | 4. epizód (január 26.) | 4. epizód (január 26.) | 4. epizód (január 26.) | 4. epizód (január 26.) |
| Vállalkozás            | Kategória              | Cápák                  | Cápák                  | Cápák                  | Cápák                  | Cápák                  |
| Vállalkozás            | Kategória              | Balogh Levente         | Orbók Ilona            | Balogh Péter           | Bojinka Miklós         | Lakatos István         |
| ---------------------- | ---------------------- | ---------------------- | ---------------------- | ---------------------- | ---------------------- | ---------------------- |
| Naturi                 | Egészséges életmód     |                        |                        |                        |                        |                        |
| Showme                 | Szolgáltatás           |                        |                        |                        |                        |                        |

| 5. epizód (február 2.) | 5. epizód (február 2.) | 5. epizód (február 2.) | 5. epizód (február 2.) | 5. epizód (február 2.) | 5. epizód (február 2.) | 5. epizód (február 2.) |
| Vállalkozás            | Kategória              | Cápák                  | Cápák                  | Cápák                  | Cápák                  | Cápák                  |
| Vállalkozás            | Kategória              | Balogh Levente         | Orbók Ilona            | Csillag Péter          | Szauer Tamás           | Wáberer György         |
| ---------------------- | ---------------------- | ---------------------- | ---------------------- | ---------------------- | ---------------------- | ---------------------- |
| Tsuki Cup              | Egészségügy            |                        |                        |                        |                        |                        |
| Stilla Drops           | Egészséges életmód     |                        |                        |                        |                        |                        |
| PlantIT                | Fenntarthatóság        |                        |                        |                        |                        |                        |

| 6. epizód (február 9.) | 6. epizód (február 9.) | 6. epizód (február 9.) | 6. epizód (február 9.) | 6. epizód (február 9.) | 6. epizód (február 9.) | 6. epizód (február 9.) |
| Vállalkozás            | Kategória              | Cápák                  | Cápák                  | Cápák                  | Cápák                  | Cápák                  |
| Vállalkozás            | Kategória              | Lotfi Farbod           | Tóth Ildikó            | Balogh Péter           | Bojinka Miklós         | Lakatos István         |
| ---------------------- | ---------------------- | ---------------------- | ---------------------- | ---------------------- | ---------------------- | ---------------------- |
| Vintage Évi design     | Lakberendezés          |                        |                        |                        |                        |                        |
| hormonmentes.hu        | Kereskedelem           |                        |                        |                        |                        |                        |

| 7. epizód (február 16.) | 7. epizód (február 16.) | 7. epizód (február 16.) | 7. epizód (február 16.) | 7. epizód (február 16.) | 7. epizód (február 16.) | 7. epizód (február 16.) |
| Vállalkozás             | Kategória               | Cápák                   | Cápák                   | Cápák                   | Cápák                   | Cápák                   |
| Vállalkozás             | Kategória               | Balogh Levente          | Orbók Ilona             | Balogh Péter            | Bojinka Miklós          | Lakatos István          |
| ----------------------- | ----------------------- | ----------------------- | ----------------------- | ----------------------- | ----------------------- | ----------------------- |
| IQU                     | Kozmetikai termék       |                         |                         |                         |                         |                         |
| Fishee                  | Technológia             |                         |                         |                         |                         |                         |

| 8. epizód (február 23.) | 8. epizód (február 23.) | 8. epizód (február 23.) | 8. epizód (február 23.) | 8. epizód (február 23.) | 8. epizód (február 23.) | 8. epizód (február 23.) |
| Vállalkozás             | Kategória               | Cápák                   | Cápák                   | Cápák                   | Cápák                   | Cápák                   |
| Vállalkozás             | Kategória               | Balogh Levente          | Orbók Ilona             | Csillag Péter           | Szauer Tamás            | Wáberer György          |
| ----------------------- | ----------------------- | ----------------------- | ----------------------- | ----------------------- | ----------------------- | ----------------------- |
| neonidols               | Lakberendezés           |                         |                         |                         |                         |                         |
| Salusmo                 | Egészségügy             |                         |                         |                         |                         |                         |

| 9. epizód (március 2.) | 9. epizód (március 2.) | 9. epizód (március 2.) | 9. epizód (március 2.) | 9. epizód (március 2.) | 9. epizód (március 2.) | 9. epizód (március 2.) |
| Vállalkozás            | Kategória              | Cápák                  | Cápák                  | Cápák                  | Cápák                  | Cápák                  |
| Vállalkozás            | Kategória              | Lotfi Farbod           | Tóth Ildikó            | Balogh Péter           | Bojinka Miklós         | Lakatos István         |
| ---------------------- | ---------------------- | ---------------------- | ---------------------- | ---------------------- | ---------------------- | ---------------------- |
| New Front Design       | Technológia            |                        |                        |                        |                        |                        |
| Lapot kérünk           | Oktatás                |                        |                        |                        |                        |                        |
| Slim Store             | Kereskedelem           |                        |                        |                        |                        |                        |

| 10. epizód (március 9.) | 10. epizód (március 9.) | 10. epizód (március 9.) | 10. epizód (március 9.) | 10. epizód (március 9.) | 10. epizód (március 9.) | 10. epizód (március 9.) |
| Vállalkozás             | Kategória               | Cápák                   | Cápák                   | Cápák                   | Cápák                   | Cápák                   |
| Vállalkozás             | Kategória               | Balogh Levente          | Orbók Ilona             | Balogh Péter            | Bojinka Miklós          | Lakatos István          |
| ----------------------- | ----------------------- | ----------------------- | ----------------------- | ----------------------- | ----------------------- | ----------------------- |
| Green Inno Solutions    | Technológia             |                         |                         |                         |                         |                         |
| 5napközi                | Oktatás                 |                         |                         |                         |                         |                         |
| MateManus               | Kereskedelem            |                         |                         |                         |                         |                         |

| 11. epizód (március 16.) | 11. epizód (március 16.) | 11. epizód (március 16.) | 11. epizód (március 16.) | 11. epizód (március 16.) | 11. epizód (március 16.) | 11. epizód (március 16.) |
| Vállalkozás              | Kategória                | Cápák                    | Cápák                    | Cápák                    | Cápák                    | Cápák                    |
| Vállalkozás              | Kategória                | Balogh Levente           | Orbók Ilona              | Csillag Péter            | Szauer Tamás             | Wáberer György           |
| ------------------------ | ------------------------ | ------------------------ | ------------------------ | ------------------------ | ------------------------ | ------------------------ |
| Wombat                   | Vendéglátás              |                          |                          |                          |                          |                          |
| Beertok Sörfőzde         | Vendéglátás              |                          |                          |                          |                          |                          |
| Palean                   | Kozmetikai termék        |                          |                          |                          |                          |                          |

| 12. epizód (március 23.) | 12. epizód (március 23.) | 12. epizód (március 23.) | 12. epizód (március 23.) | 12. epizód (március 23.) | 12. epizód (március 23.) | 12. epizód (március 23.) |
| Vállalkozás              | Kategória                | Cápák                    | Cápák                    | Cápák                    | Cápák                    | Cápák                    |
| Vállalkozás              | Kategória                | Lotfi Farbod             | Tóth Ildikó              | Balogh Péter             | Bojinka Miklós           | Lakatos István           |
| ------------------------ | ------------------------ | ------------------------ | ------------------------ | ------------------------ | ------------------------ | ------------------------ |
| FRYDA                    | Szoftver                 |                          |                          |                          |                          |                          |
| Storique                 | Technológia              |                          |                          |                          |                          |                          |

| 13. epizód (március 30.) | 13. epizód (március 30.) | 13. epizód (március 30.) | 13. epizód (március 30.) | 13. epizód (március 30.) | 13. epizód (március 30.) | 13. epizód (március 30.) |
| Vállalkozás              | Kategória                | Cápák                    | Cápák                    | Cápák                    | Cápák                    | Cápák                    |
| Vállalkozás              | Kategória                | Balogh Levente           | Orbók Ilona              | Balogh Péter             | Bojinka Miklós           | Lakatos István           |
| ------------------------ | ------------------------ | ------------------------ | ------------------------ | ------------------------ | ------------------------ | ------------------------ |
| Festede                  | Ajándéktárgy             |                          |                          |                          |                          |                          |

| 14. epizód (április 6.) | 14. epizód (április 6.) | 14. epizód (április 6.) | 14. epizód (április 6.) | 14. epizód (április 6.) | 14. epizód (április 6.) | 14. epizód (április 6.) |
| Vállalkozás             | Kategória               | Cápák                   | Cápák                   | Cápák                   | Cápák                   | Cápák                   |
| Vállalkozás             | Kategória               | Balogh Levente          | Orbók Ilona             | Csillag Péter           | Szauer Tamás            | Wáberer György          |
| ----------------------- | ----------------------- | ----------------------- | ----------------------- | ----------------------- | ----------------------- | ----------------------- |
| Herbiovit               | Egészségügy             |                         |                         |                         |                         |                         |

| 15. epizód (április 13.) | 15. epizód (április 13.) | 15. epizód (április 13.) | 15. epizód (április 13.) | 15. epizód (április 13.) | 15. epizód (április 13.) | 15. epizód (április 13.) |
| Vállalkozás              | Kategória                | Cápák                    | Cápák                    | Cápák                    | Cápák                    | Cápák                    |
| Vállalkozás              | Kategória                | Lotfi Farbod             | Tóth Ildikó              | Balogh Péter             | Bojinka Miklós           | Lakatos István           |
| ------------------------ | ------------------------ | ------------------------ | ------------------------ | ------------------------ | ------------------------ | ------------------------ |
| EV. A                    | Szoftver                 |                          |                          |                          |                          |                          |
| Social Media Posztok     | Szolgáltatás             |                          |                          |                          |                          |                          |
| Qoodo                    | Szoftver                 |                          |                          |                          |                          |                          |

| 16. epizód (április 27.) | 16. epizód (április 27.) | 16. epizód (április 27.) | 16. epizód (április 27.) | 16. epizód (április 27.) | 16. epizód (április 27.) | 16. epizód (április 27.) |
| Vállalkozás              | Kategória                | Cápák                    | Cápák                    | Cápák                    | Cápák                    | Cápák                    |
| Vállalkozás              | Kategória                | Balogh Levente           | Orbók Ilona              | Balogh Péter             | Bojinka Miklós           | Lakatos István           |
| ------------------------ | ------------------------ | ------------------------ | ------------------------ | ------------------------ | ------------------------ | ------------------------ |
| Dr. Balint               | Egészséges életmód       |                          |                          |                          |                          |                          |
| Mixtea                   | Élelmiszer               |                          |                          |                          |                          |                          |

| 17. epizód (május 4.) | 17. epizód (május 4.) | 17. epizód (május 4.) | 17. epizód (május 4.) | 17. epizód (május 4.) | 17. epizód (május 4.) | 17. epizód (május 4.) |
| Vállalkozás           | Kategória             | Cápák                 | Cápák                 | Cápák                 | Cápák                 | Cápák                 |
| Vállalkozás           | Kategória             | Balogh Levente        | Orbók Ilona           | Balogh Péter          | Bojinka Miklós        | Lakatos István        |
| --------------------- | --------------------- | --------------------- | --------------------- | --------------------- | --------------------- | --------------------- |
| Ruhacsúszda           | Kereskedelem          |                       |                       |                       |                       |                       |
| Vállalkozás           | Kategória             | Cápák                 | Cápák                 | Cápák                 | Cápák                 | Cápák                 |
| Vállalkozás           | Kategória             | Lotfi Farbod          | Tóth Ildikó           | Balogh Péter          | Bojinka Miklós        | Lakatos István        |
| biodry                | Szolgáltatás          |                       |                       |                       |                       |                       |
| ProShine Hungary      | Szolgáltatás          |                       |                       |                       |                       |                       |

## Cápák között extra
Ebben az évadban újdonság, hogy az adások után az RTL.hu felületen elindult a Cápák között extra kibeszélő műsor Pistyur Veronika vezetésével. 

## Nézettség
Az évad legmagasabb nézettsége.
     Az évad legalacsonyabb nézettsége.
| Adás | Sugárzás          | Idősáv         | Teljes lakosság (4+) | Teljes lakosság (4+) | Teljes lakosság (4+) | Célközönség (18-59) | Célközönség (18-59) | Célközönség (18-59) | Csatorna | Forrás |
| Adás | Sugárzás          | Idősáv         | AMR                  | SHR%                 | Heti helyezés        | AMR                 | SHR%                | Heti helyezés       | Csatorna | Forrás |
| ---- | ----------------- | -------------- | -------------------- | -------------------- | -------------------- | ------------------- | ------------------- | ------------------- | -------- | ------ |
| 1.   | 2025. január 5.   | vasárnap 20:00 | 592110               | 13,7                 | 8.                   | 330069              | 14,6                | 4.                  |          | [ 6 ]  |
| 2.   | 2025. január 12.  | vasárnap 20:00 | 591961               | 14,1                 | 8.                   | 315148              | 14,0                | 4.                  |          | [ 6 ]  |
| 3.   | 2025. január 19.  | vasárnap 20:00 | 606416               | 13,7                 | 6.                   | 337995              | 14,6                | 3.                  |          | [ 6 ]  |
| 4.   | 2025. január 26.  | vasárnap 20:00 | 585752               | 13,8                 | 7.                   | 321098              | 14,4                | 5.                  |          | [ 6 ]  |
| 5.   | 2025. február 2.  | vasárnap 20:00 | 557789               | 13,0                 | 7.                   | 300046              | 13,3                | 7.                  |          | [ 6 ]  |
| 6.   | 2025. február 9.  | vasárnap 20:00 | 567531               | 13,3                 | 7.                   | 311175              | 14,2                | 5.                  |          | [ 6 ]  |
| 7.   | 2025. február 16. | vasárnap 20:00 | 605659               | 14,3                 | 6.                   | 363289              | 16,4                | 3.                  |          | [ 6 ]  |
| 8.   | 2025. február 23. | vasárnap 20:00 | 565036               | 13,5                 | 6.                   | 308125              | 14,1                | 4.                  |          | [ 6 ]  |
| 9.   | 2025. március 2.  | vasárnap 20:00 | 548030               | 13,1                 | 7.                   | 275873              | 12,7                | 4.                  |          | [ 6 ]  |
| 10.  | 2025. március 9.  | vasárnap 20:00 | 514495               | 11,9                 | 10.                  | 279349              | 12,4                | 5.                  |          | [ 6 ]  |
| 11.  | 2025. március 16. | vasárnap 20:00 | 464209               | 10,9                 | 12.                  | 264083              | 11,8                | 9.                  |          | [ 6 ]  |
| 12.  | 2025. március 23. | vasárnap 20:00 | 415145               | 10,1                 | 14.                  | 227268              | 10,7                | 13.                 |          | [ 6 ]  |
| 13.  | 2025. március 30. | vasárnap 20:00 | 524221               | 12,0                 | 10.                  | 295918              | 13,0                | 6.                  |          | [ 6 ]  |
| 14.  | 2025. április 6.  | vasárnap 20:00 | 431319               | 10,1                 | 11.                  | 225265              | 10,2                | 10.                 |          | [ 6 ]  |
| 15.  | 2025. április 13. | vasárnap 20:00 | 464943               | 11,6                 | 10.                  | 265973              | 12,3                | 6.                  |          | [ 6 ]  |
| 16.  | 2025. április 27. | vasárnap 20:00 | 409140               | 9,9                  | 9.                   | 208476              | 10,0                | 7.                  |          | [ 6 ]  |
| 17.  | 2025. május 4.    | vasárnap 20:00 | 381215               | 9,2                  | 10.                  | 206639              | 9,8                 | 8.                  |          | [ 6 ]  |